# Serrano Legacy
De Serrano Legacy is een serie van zeven romans van de hand van Elizabeth Moon, waarin Herris Serrano òf de hoofdrol òf een rol van betekenis speelt. De persoon van waaruit het verhaal verteld wordt wisselt heel frequent, maar is vaker een vrouw (ook een oudere vrouw) dan een man. De serie wordt geklasseerd als space opera.
De boeken zijn door Baen uitgegeven in hardcover, paperback alsook digitaal. Later ook uitgebracht in het Verenigd Koninkrijk. 

## Fictionele wereld
Politiek gezien is de thuisbasis van de hoofdpersonen een verzameling van bewoonde planeten,  georganiseerd op basis van aandeelhouderskapitalisme. Deze politieke eenheid, de Familias Regnant, wordt omringd door verzamelingen van bewoonde planeten die politiek georganiseerd zijn op basis van andere ideologieën, waaronder een op basis van religie, een met een krijgerscultuur, meerdere op basis van (zienswijzes op) de cultuur van Texas, etc.

### Techniek
Ruimteschepen kunnen niet op planeten landen, maar koppelen aan stations die in een baan rond een planeet draaien. Schepen verplaatsen zich tussen planeten door van punt tot punt te springen via een niet nader uitgelegd sneller-dan-licht mechanisme. Ditzelfde mechanisme is ook te gebruiken voor kleinere sprongen binnen een zonnestelsel, tenminste als de schepen daarvoor technisch uitgerust zijn (vooral militaire schepen). Een effect hiervan is dat oorlogsschepen een risico lopen zichzelf neer te schieten: wanneer een salvo projectielen op weg gezonden is en het schip vervolgens naar andere plekken springt dient zorgvuldig in het oog gehouden te worden waar die projectielen uiteindelijk terecht komen. In een lange militaire actie, met veel deelnemende schepen, kan dit leiden tot een gecompliceerde (driedimensionale) kaart vol plekken om te vermijden. 
Deze eigenschappen van ruimteschepen worden hergebruikt in Moon's latere Vatta's War-serie.

### Medisch
De belangrijkste innovatie die effect heeft op deze fictionele wereld is de niet zo lang tevoren ingevoerde kunstmatige verjonging. Deze verjonging kan, in principe, leiden tot effectieve onsterfelijkheid. De serie schetst zowel verschillen in standpunt op persoonlijk niveau (variërend van principiële weigering van verjonging tot dwangmatige herhaaldelijke verjonging), alsook op maatschappelijk niveau (wat doet het met de erfgenamen van eigenaren van bedrijven als deze laatsten oneindig blijven leven?) en militair niveau (welk deel van de strijdmacht te verjongen, wat vindt het andere deel daarvan, en hoe sabotage te voorkomen?). 
Een innovatie van zijdelings belang is het klonen van personen.

## Titels
De serie bestaat uit zeven boeken:
- Hunting Party (1993)
- Sporting Chance (1994)
- Winning Colors (1995)
- Once a Hero (1997)
- Rules of Engagement (1998)
- Change of Command (1999)
- Against the Odds (2000)

Er zijn diverse omnibussen uitgebracht die elk twee of drie van deze boeken bevatten; zo zijn de eerste drie romans verzameld in Herris Serrano (VS) dan wel The Serrano Legacy (VK).

## Algemene karakteristieken
De serie richt zich vooral op het uitdiepen van diverse sociale verbanden en het soort gedrag dat daaruit voortvloeit. Daarbij helpt het dat de verschillende politieke eenheden zo'n diverse grondslag hebben, en op elkaar reageren. 
Wat betreft het militaire deel is er veel aandacht voor organisatie en logistiek. Bij de beschrijvingen van militaire acties zijn de afleidings- en misleidingscampagnes vaak overtuigender dan de eigenlijke tactieken en strategieën. Vaak blijken het vrouwen die de beslissende acties ondernemen, terwijl mannen nog al eens bezig blijken met persoonlijke problemen. 
Een ander kenmerk is de grote rol die paarden en paardensport in deze toekomst spelen. 

## Trivia
De serie bevat een ruimtestation met een ontwerp gebaseerd op het werk van M.C. Escher.